# جيلبرتو كيب باس
جيلبرتو كيب باس (بالإسبانية: Gilberto Keb Baas)‏ مواليد 21 أكتوبر 1977 في ولاية يوكاتان، المكسيك، هو ملاكم محترف مكسيكي يصنف ضمن فئة وزن الذبابة. حقق بطولة المجلس العالمي للملاكمة.

## إحصائيات
خاض خلال مسيرته 58 نزالا، فاز في 34 وتعادل في 4 وخسر في 20. فاز بالضربة القاضية في 21 نزالا.

## روابط خارجية
- جيلبرتو كيب باس على موقع بوكس ريك (الإنجليزية) (registration required)